# Yooka-Laylee and the Impossible Lair
Yooka-Laylee and the Impossible Lair är ett 2D-plattformsspel som utvecklades av Playtonic Games till Microsoft Windows, Playstation 4, Xbox One och Nintendo Switch, och släpptes den 8 oktober 2019.
Spelet är en uppföljare till Yooka-Laylee från 2017, och utvecklades av personer som tidigare arbetade på företaget Rare med Banjo-Kazooie och Donkey Kong Country-serien.